# 王瀛成
王瀛成（1914年8月—1951年1月18日），中國共產黨黨員，江蘇省漣水縣人，第三野戰軍情報處人員，1950年上海解放後來台潛伏與戴龍連繫，組織遭破獲後被判死刑，1951年1月18日槍決於馬場町 。

## 生平
王瀛成，1914年生於江蘇省漣水縣，1936年考入南京黃浦空軍學校，抗戰爆發後，隨軍從南京到武漢再到重慶至抗戰勝利，戰後在上海江灣機場工作。
在抗戰期間王瀛成加入中國共產黨，成為地下黨員，上海戰役前夕奉三野情報處之命來台潛伏，從事策反及情報蒐集工作。王瀛成的妹妹王桂英也參加了抗日軍政大學成為共黨幹部，王瀛成的一雙兒女王道元、王道蓮也都加入共產黨。
戴龍江蘇警官學校畢業，受同學吸收加入共黨，1948年時代江陰要塞司令部辦公室主任一職。戴龍策動江陰要塞起義後，警校同學于濟民時任中共華中軍區敵工部聯絡科長派遣戴龍到台灣從事情報工作，戴龍持王桂英書信赴台與王瀛成取得聯繫，計畫建立地下電台。王瀛成想透過空軍第五十五電台上尉台長藺廣心私拍電報，遭藺廣心拒絕。之後，吸收曾在海軍服役的劉鳴鐘，獲得海軍方面機密，戴龍與王瀛成蒐集情報先後以暗號三次拍電報至香港，為情治機關查覺。情治機關派戴龍警校同學焦静秋接近他，並讓焦静秋假借返回上海引誘戴龍，戴龍將情報用隱形藥水書寫後託付焦静秋，藥水信件遭到保密局破譯，信件之密碼與相關軍情引發大規模抓捕行動，1950年11月戴龍、王瀛成、劉鳴鐘由保安司令部判處死刑，1951年1月18日槍決於馬場町 。

## 紀念
1951年戴龍、王瀛成遭到槍決並刊登於中央日報，中共國家安全部追認王瀛成為中華人民共和國烈士。
中華人民共和國建國七十周年到來之際，周家橋街道黨工委對轄區內十位烈士的後代進行了採訪，專訪王道元兄妹，並編輯成書。
王瀛成離開大陸時，兒子王道元、女兒王道蓮都已十多歲，多年來曾多次尋找父親遺骨都未能如願找到。 

## 平反
2018年12月7日，促進轉型正義委員會促轉三字第1075300145A號函文，公告受難者黃藻儒君等1505人應予平復司法不法之刑事有罪判決暨其刑，其中(39)安潔字第 477 號，有關王瀛成共同意圖顛覆政府而著手實行之有罪判決暨其刑及沒收之宣告正式撤銷。

## 相關案件
戴龍案造成戴濟光、朱亞擎、劉訓迪等在不知情的情況下，透過閒聊洩漏了軍事機密，包含飛機數量、美國顧問人數、駐軍位置等，被判刑十年到五年不等的有期徒刑。